# Ulica Kolejowa w Rzeszowie
Ulica Kolejowa w Rzeszowie − jedna z mniej znanych ulic w centrum miasta Rzeszowa. W XIX wieku stanowiła jedną z głównych dróg prowadzących z Nowego Rynku do dworca. Rozciąga się od alei Piłsudskiego do ulicy Fredry.

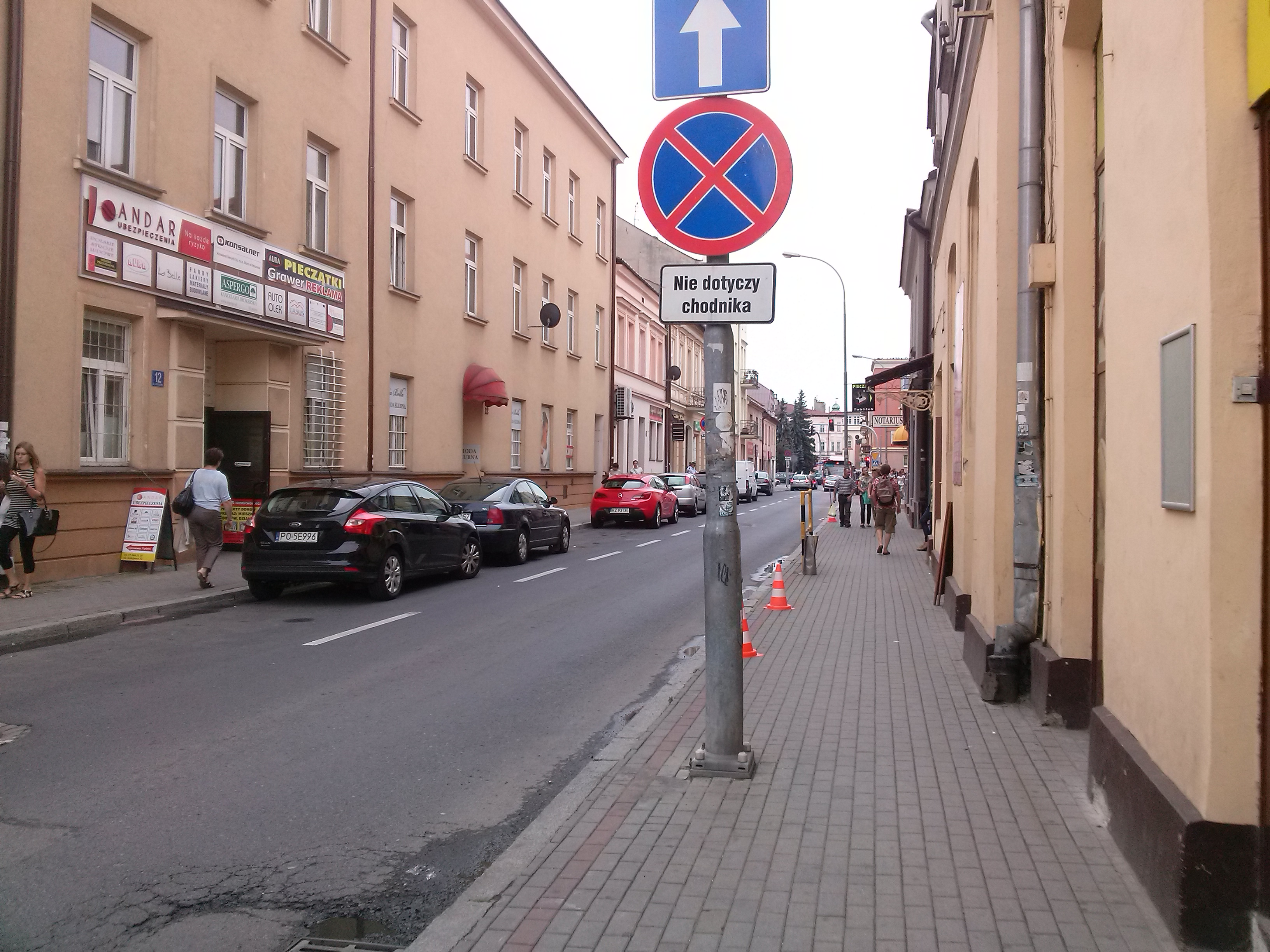
Ulica Kolejowa w Rzeszowie (2014)